# Carpometacarpo

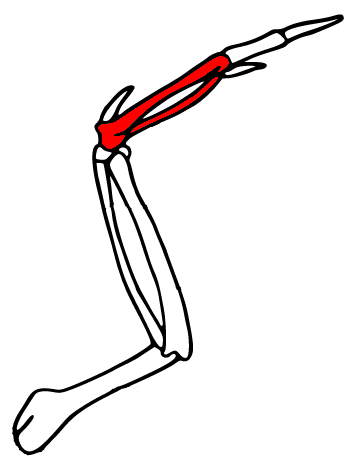
Carpometacarpo

O carpometacarpo é a fusão de osso do carpo com os metacarpo, ou seja, é um osso único, fundido, entre o punho e os dedos. É um osso pequeno na maioria dos pássaros, geralmente achatado e com um grande buraco no meio. Em aves que não voam, no entanto, sua forma pode ser ligeiramente diferente, ou pode estar ausente por completo. Ele constitui a ponta do esqueleto da asa em aves.